# Резня в Мерендоле
Резня в Мерендоле — массовое убийство вальденсов в провансальском городе Мерендоль в 1545 году, санкционированное королём Франциском I в наказание за религиозное инакомыслие. Провансальские и папские солдаты убили сотни или, возможно, тысячи вальденсов.

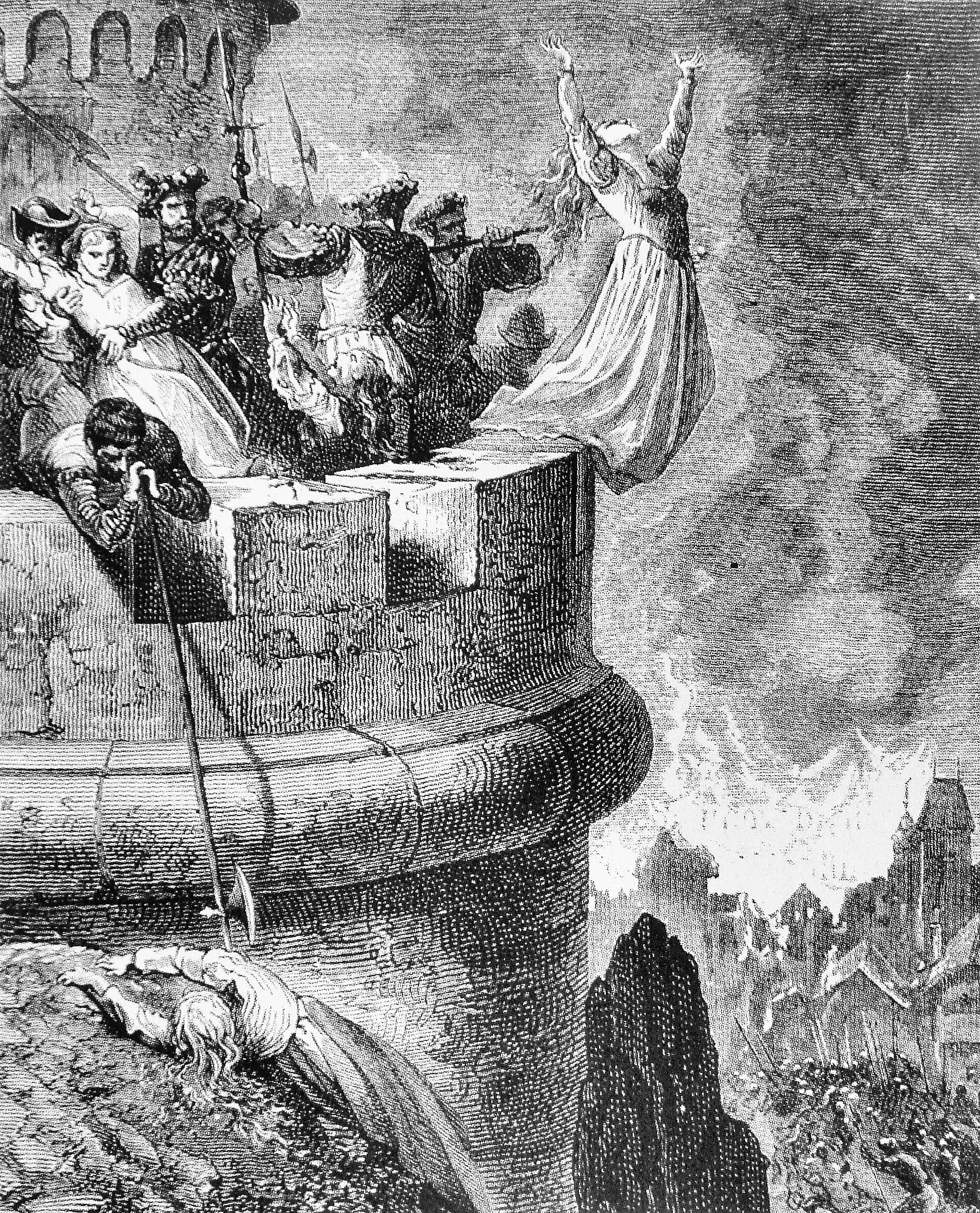
Резня вальденсов в Мерендоле (гравюра Гюстава Доре)

## Arrêt de Mérindol
За пределами итальянского Пьемонта еретики-вальденсы присоединились к протестантским церквям Чехии, Франции и Германии. Во Франции они обосновались в горах Люберон и скрытно исповедовали свои религиозные обряды. Когда в регион стали проникать лютеране, деятельностью вальденсов заинтересовалось французское правительство. В ответ вальденсы стали более воинственны, начали строить собственные укреплённые районы (в частности, в Кабриер-д’Авиньон, помня о судьбе катаров).
Парламент Прованса издал эдикт "Arrêt de Mérindol" (Указ о Мерендоле) 18 ноября 1541 года. Этот эдикт был подтверждён в 1545 году Франциском I после ряда безуспешных апелляций. В апреле провансальская армия, к которой присоединились силы из папского владения Конта-Венессен, выступила против вальденсов Мерендоля и Кабриера.

## Резня

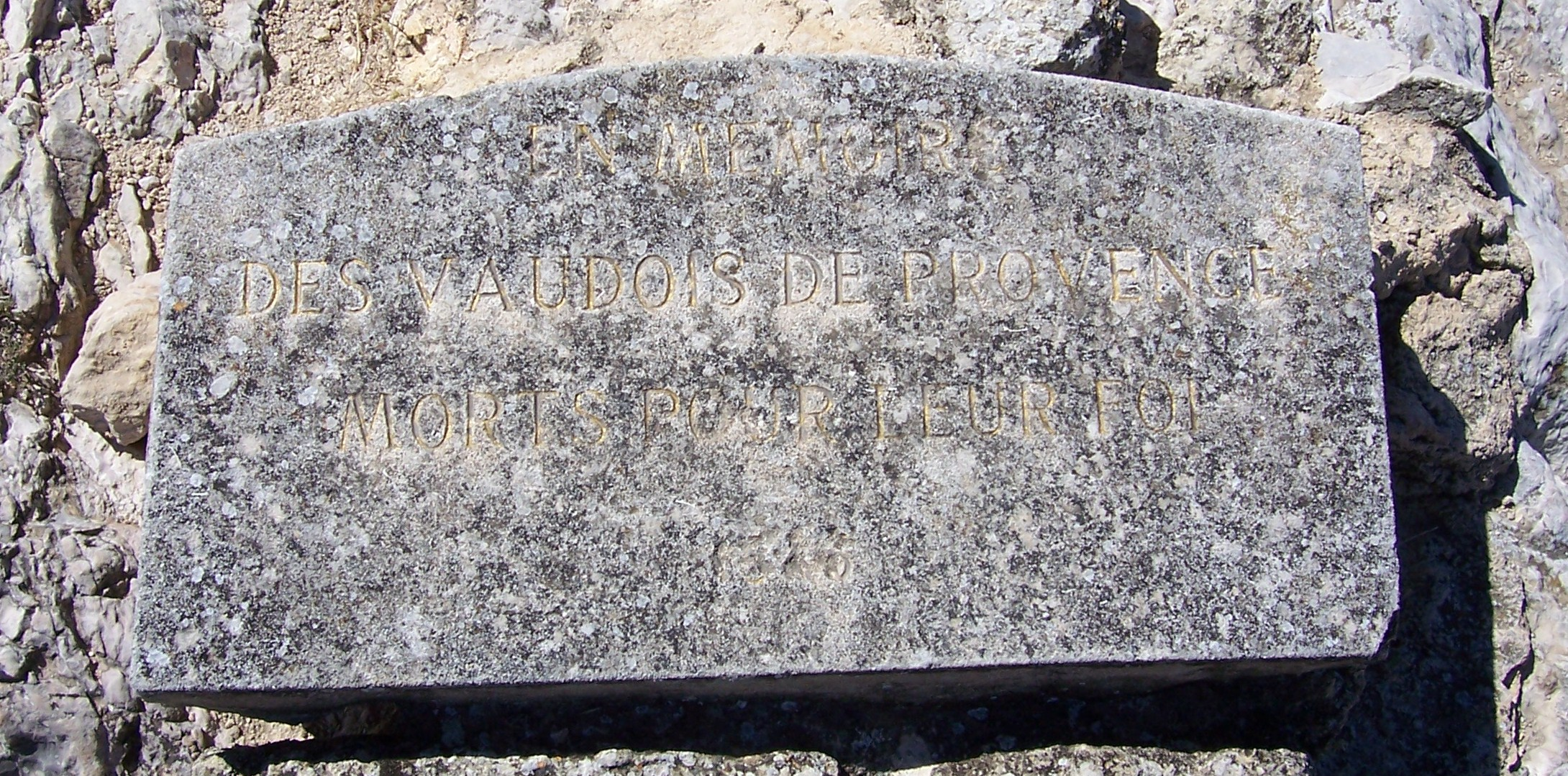
Памятный камень в Мерендоле "В память о вальденсах, умерших за свою веру".

Руководителями массовых убийств в Мерендоле в 1545 году стали Жан Менье, первый президент парламента Прованса, и Антуан Эскален дез-Эмар, который вернулся с Итальянских войн с 2000 ветеранами Пьемонтского отряда  (Bandes de Piémont). Эскален со своими бойцами находился в районе Булони после возвращения из посольства в Константинополь, где он был послом Франции в Османской империи. В Марселе ему было предложено помочь Менье в репрессиях.
Солдаты Менье и Эскалена захватили деревни Мерендоль и Кабриер, а также опустошили соседние вальденсские деревни. Историки подсчитали, что солдаты убили сотни и тысячи людей. Выжившие были проданы в рабство на французские галеры. В общей сложности они уничтожили от 22 до 28 деревень. Казнь некоего молодого человека, слуги, в Мерендоле за принадлежность к еретикам путём расстрела может считаться первым опытом применения этого вида казни в Европе.
Впоследствии Франциск I и папа Павел III одобрили принятые меры. Папа принял Менье с императорскими почестями. Однако когда Генрих II занял французский престол, он пообещал расследовать резню. Парижский парламент попытался привлечь к суду лидеров атаки, но в конце концов они были оправданы все, кроме одного. Массовые убийства, вероятно, повлияли на сближение вальденсов с кальвинистской церковью.